# Alain Juppé
Alain Juppé (wym. [alɛ̃ ʒype]; ur. 15 sierpnia 1945 w Mont-de-Marsan) – francuski polityk, premier dwóch gabinetów, mer Bordeaux, parlamentarzysta krajowy i europejski, minister w różnych resortach, w latach 2002–2004 przewodniczący Unii na rzecz Ruchu Ludowego, członek Rady Konstytucyjnej.

## Życiorys
Absolwent École normale supérieure i École nationale d’administration z 1972. Po ukończeniu studiów pracował we francuskiej generalnej inspekcji finansowej.
Zaangażował się w działalność gaullistowskiego Zgromadzenia na rzecz Republiki. Należał do bliskich współpracowników Jacques’a Chiraca, w latach 1983–1995 pełnił funkcję zastępcy mera Paryża. W 1984 i 1989 uzyskiwał mandat posła do Parlamentu Europejskiego, który złożył na początku III kadencji PE. Dwa lata później po raz pierwszy został wybrany do Zgromadzenia Narodowego, później skutecznie ubiegał się o reelekcję w 1988, 1993, 1997 i 2002.
W 1986 w gabinecie Jacques’a Chiraca został ministrem delegowanym do spraw budżetu, a także rzecznikiem rządu. Obie te funkcje pełnił do 1988. W 1993 objął urząd ministra spraw zagranicznych w rządzie Édouarda Balladura.
W 1994 powołano go na przewodniczącego Zgromadzenia na rzecz Republiki. W maju 1995, po wygranych przez Jacques’a Chiraca wyborach prezydenckich, zastąpił Édouarda Balladura na urzędzie premiera. W tym samym roku został także merem Bordeaux. Kierował dwoma kolejnymi gabinetami (tworzonymi przez RPR i UDF) do czerwca 1997, ze stanowiska premiera ustąpił po przegranych przez prawicę wyborach parlamentarnych. Zrezygnował wówczas też z kierowania RPR. W 2002 został przewodniczącym nowo powołanej Unii na rzecz Ruchu Ludowego.
Na początku 2004 za nadużycia w publicznych funduszach z okresu kierowania gaullistami został w pierwszej instancji skazany na karę 18 miesięcy pozbawienia wolności z warunkowym zawieszeniem jej wykonania. Orzeczono także pozbawienie prawa do piastowania urzędów publicznych przez 10 lat. Były premier złożył apelację od tego wyroku, zrezygnował jednak z przewodniczenia UMP, urzędu burmistrza i mandatu poselskiego. Pod koniec 2004 sąd odwoławczy zmniejszył karę pozbawienia wolności do 14 miesięcy, a także obniżył okres utraty biernego prawa wyborczego do roku.
Przez rok pracował jako wykładowca w École nationale d’administration publique w Montrealu. W 2006 powrócił do krajowej polityki, kiedy to wygrał wybory na urząd burmistrza Bordeaux. 18 maja 2007 został ministrem stanu ds. środowiska, zrównoważonego rozwoju, energii i transportu w pierwszym gabinecie François Fillona. W czerwcu tego samego roku w drugiej turze wyborów do Zgromadzenia Narodowego minimalnie przegrał z kandydatem Partii Socjalistycznej. W związku z powyższym 18 czerwca podał się do dymisji, zgodnie z ustaloną wcześniej przez premiera zasadą, wedle której ci z ministrów, którzy będą kandydowali do parlamentu i nie zostaną wybrani, złożą rezygnację.
W 2008 skutecznie ubiegał się o urząd mera Bordeaux na kolejną kadencję, wygrywając w pierwszej turze z wynikiem ponad 56% głosów. Reelekcję uzyskał również w 2014.
14 listopada 2010 powrócił w skład rządu, obejmując stanowisko ministra stanu, ministra obrony i spraw kombatantów w trzecim gabinecie François Fillona, 27 lutego 2011 został w tym samym gabinecie ministrem spraw zagranicznych i europejskich, urząd ten sprawował do 15 maja 2012.
W 2016 Alain Juppé wziął udział w prawyborach przed wyborami prezydenckimi w 2017, które zorganizowała centroprawica skupiona wokół partii Republikanie (będącej następczynią UMP). W pierwszej turze zajął drugie miejsce z wynikiem 29% głosów. W drugiej turze z wynikiem 33% głosów przegrał ze swoim kontrkandydatem François Fillonem.
W styczniu 2019, negując linię przyjętą przez przewodniczącego Republikanów Laurenta Wauquieza, ogłosił ostatecznie swoje wystąpienie z tej partii. W marcu 2019 zakończył pełnienie funkcji mera, w tym samym miesiącu zasiadł w Radzie Konstytucyjnej na dziewięcioletnią kadencję.

## Odznaczenia
Odznaczony z urzędu Legią Honorową II klasy oraz Orderem Narodowym Zasługi I klasy, a także m.in. Krzyżem Wielkim Orderu Zasługi Rzeczypospolitej Polskiej i kosowskim Orderem Wolności.

## Skład rządów Alaina Juppé

### Pierwszy gabinet (od maja do listopada 1995)
- Alain Juppé – premier[13]
- Hervé de Charette – minister spraw zagranicznych
- Charles Millon – minister obrony
- Jean-Louis Debré – minister spraw wewnętrznych
- Alain Madelin – minister gospodarki i finansów (do 25 sierpnia 1995)
- Jacques Toubon – minister sprawiedliwości
- Yves Galland – minister przemysłu
- François Bayrou – minister edukacji narodowej, szkoleń zawodowych, szkolnictwa wyższego i nauki
- Jacques Barrot – minister pracy i dialogu społecznego
- Pierre Pasquini – minister ds. weteranów i ofiar wojen
- Philippe Douste-Blazy – minister kultury
- Philippe Vasseur – minister rolnictwa, rybołówstwa i gospodarki żywnościowej
- Corinne Lepage – minister środowiska
- Jean-Jacques de Peretti – minister terytoriów zamorskich
- Bernard Pons – minister transportu, planowania regionalnego i zaopatrzenia
- Roger Romani – minister ds. kontaktów z parlamentem
- Élisabeth Hubert – minister zdrowia publicznego i ubezpieczeń zdrowotnych
- Pierre-André Périssol – minister mieszkalnictwa
- Françoise de Panafieu – minister turystyki
- François Fillon – minister technologii informatycznych i poczty
- Jean Puech – minister służb publicznych
- Jean-Pierre Raffarin – minister ds. średniej i małej przedsiębiorczości, handlu i przemysłu morskiego
- Claude Goasguen – minister ds. reform, decentralizacji i obywatelstwa
- Colette Codaccioni – minister ds. solidarności pokoleń
- Eric Raoult – minister ds. integracji i przeciwdziałania wykluczeniom
- Jean Arthuis – minister planowania (od 25 sierpnia 1995 także minister gospodarki i finansów)
- ministrowie delegowani (ministres délégués): Jacques Godfrain, Michel Barnier

### Drugi gabinet (od listopada 1995 do czerwca 1997)
- Alain Juppé – premier[13]
- Hervé de Charette – minister spraw zagranicznych
- Charles Millon – minister obrony
- Jean-Louis Debré – minister spraw wewnętrznych
- Jean Arthuis – minister gospodarki i finansów
- Jacques Toubon – minister sprawiedliwości
- Franck Borotra – minister przemysłu, poczty i telekomunikacji
- François Bayrou – minister edukacji narodowej, szkoleń zawodowych, szkolnictwa wyższego i nauki
- Jacques Barrot – minister pracy i stosunków społecznych
- Philippe Douste-Blazy – minister kultury
- Philippe Vasseur – minister rolnictwa, rybołówstwa i gospodarki żywnościowej
- Guy Drut – minister młodzieży i sportu
- Corinne Lepage – minister środowiska
- Bernard Pons – minister transportu, mieszkalnictwa, turystyki i zaopatrzenia
- Roger Romani – minister ds. kontaktów z parlamentem
- Dominique Perben – minister służb publicznych, reform i decentralizacji
- Jean-Claude Gaudin – minister ds. polityki miejskiej i regionalnego planowania
- Jean-Pierre Raffarin – minister ds. średniej i małej przedsiębiorczości, handlu i przemysłu morskiego
- ministrowie delegowani (ministres délégués): Pierre Pasquini, Jean-Jacques de Peretti, Guy Drut, Pierre-André Périssol, Jacques Godfrain, Michel Barnier, Anne-Marie Couderc, Alain Lamassoure, Yves Galland, François Fillon, Éric Raoult